# Liste des monuments historiques de Lons-le-Saunier
Cet article recense les monuments historiques de Lons-le-Saunier, Jura, en France.

## Statistiques
Lons-le-Saunier compte 83 protections au titre des monuments historiques, soit 18 % du total du Jura. 7 édifices sont classés, au moins partiellement ; les autres sont inscrits.

## Liste
| Monument                                       | Adresse                                                        | Coordonnées                      | Notice         | Protection            | Date           | Illustration |
| ---------------------------------------------- | -------------------------------------------------------------- | -------------------------------- | -------------- | --------------------- | -------------- | --- |
| Ancien hôtel de ville                          | Place de l'Hôtel-de-Ville                                      | 46° 40′ 33″ nord, 5° 33′ 12″ est | « PA00101894 » | Inscrit               | 1999           | Ancien hôtel de ville |
| Église des Cordeliers                          | 11 rue des Cordeliers                                          | 46° 40′ 27″ nord, 5° 33′ 21″ est | « PA00101889 » | Inscrit               | 1933 1999      | Église des Cordeliers |
| Église Saint-Désiré                            | Rue Saint-Désiré Rue de la Préfecture                          | 46° 40′ 19″ nord, 5° 33′ 03″ est | « PA00101890 » | Classé Inscrit        | 1908 1927      | Église Saint-Désiré |
| Fontaine aux Dauphins                          | Rue Perrin                                                     | 46° 40′ 28″ nord, 5° 33′ 16″ est | « PA00101891 » | Inscrit               | 1970           | Fontaine aux Dauphins |
| Hôtel                                          | 14bis rue Rouget-de-Lisle                                      | 46° 40′ 18″ nord, 5° 33′ 15″ est | « PA39000006 » | Inscrit               | 1996           | Hôtel |
| Hôtel Abriot de Grusse                         | 8 rue Sébile                                                   | 46° 40′ 30″ nord, 5° 33′ 21″ est | « PA39000005 » | Inscrit               | 1996           | Hôtel Abriot de Grusse |
| Hôtel de Balay                                 | 7 rue des Cordeliers                                           | 46° 40′ 28″ nord, 5° 33′ 19″ est | « PA39000002 » | Inscrit               | 1996           | Hôtel de Balay |
| Hôtel de Foissy                                | 1 rue du Commerce                                              | 46° 40′ 33″ nord, 5° 33′ 17″ est | « PA39000011 » | Inscrit               | 1996           | Hôtel de Foissy |
| Hôtel Guigue de Maisod                         | 3 rue du Commerce Rue de la Comédie                            | 46° 40′ 33″ nord, 5° 33′ 17″ est | « PA00101893 » | Inscrit               | 1976           | Hôtel Guigue de Maisod |
| Hôtel de Lezay-Marnézia                        | 8 place Perraud                                                | 46° 40′ 35″ nord, 5° 33′ 12″ est | « PA39000004 » | Inscrit               | 1996           | Hôtel de Lezay-Marnézia |
| Hôtel Petitjean de Rotalier                    | 1 place Perraud                                                | 46° 40′ 35″ nord, 5° 33′ 19″ est | « PA39000003 » | Inscrit               | 1996           | Hôtel Petitjean de Rotalier |
| Hôtel de préfecture du Jura                    | 55 rue Saint-Désiré                                            | 46° 40′ 19″ nord, 5° 33′ 02″ est | « PA39000041 » | Inscrit               | 1999           | Hôtel de préfecture du Jura |
| Hôtel-Dieu                                     | 110 rue Regard                                                 | 46° 40′ 34″ nord, 5° 33′ 08″ est | « PA00101892 » | Classé Inscrit Classé | 1891 1999 2003 | Hôtel-Dieu |
| Immeuble                                       | 20 rue Lafayette                                               | 46° 40′ 29″ nord, 5° 33′ 07″ est | « PA39000008 » | Inscrit Classé        | 1996 2003      | Immeuble |
| Immeuble                                       | 45 rue Lecourbe                                                | 46° 40′ 29″ nord, 5° 32′ 57″ est | « PA39000007 » | Inscrit               | 1996           | Immeuble |
| Maison                                         | 4 place Bichat                                                 | 46° 40′ 41″ nord, 5° 33′ 17″ est | « PA39000014 » | Inscrit               | 1996           | Maison |
| Maison                                         | 17 avenue Camille-Prost                                        | 46° 40′ 23″ nord, 5° 33′ 44″ est | « PA39000015 » | Inscrit               | 1996           | Maison |
| Maison                                         | 13 rue du Commerce                                             | 46° 40′ 32″ nord, 5° 33′ 16″ est | « PA00101895 » | Inscrit               | 1926           | Maison |
| Maison                                         | 15 rue du Commerce                                             | 46° 40′ 32″ nord, 5° 33′ 16″ est | « PA00101896 » | Inscrit               | 1926           | Maison |
| Maison                                         | 17 rue du Commerce                                             | 46° 40′ 32″ nord, 5° 33′ 16″ est | « PA00101897 » | Inscrit               | 1926           | Maison |
| Maison                                         | 19 rue du Commerce                                             | 46° 40′ 32″ nord, 5° 33′ 16″ est | « PA00101898 » | Inscrit               | 1926           | Maison |
| Maison                                         | 20 rue du Commerce                                             | 46° 40′ 32″ nord, 5° 33′ 14″ est | « PA00101899 » | Inscrit               | 1926           | Maison |
| Maison                                         | 21 rue du Commerce                                             | 46° 40′ 32″ nord, 5° 33′ 15″ est | « PA00101900 » | Inscrit               | 1926           | Maison |
| Maison                                         | 22 rue du Commerce                                             | 46° 40′ 32″ nord, 5° 33′ 13″ est | « PA00101901 » | Inscrit               | 1926           | Maison |
| Maison                                         | 23 rue du Commerce                                             | 46° 40′ 32″ nord, 5° 33′ 15″ est | « PA00101902 » | Inscrit               | 1929           | Maison |
| Maison                                         | 24 rue du Commerce                                             | 46° 40′ 31″ nord, 5° 33′ 13″ est | « PA00101903 » | Inscrit               | 1926           | Maison |
| Maison                                         | 25 rue du Commerce                                             | 46° 40′ 31″ nord, 5° 33′ 15″ est | « PA00101904 » | Inscrit               | 1926           | Maison |
| Maison                                         | 26 rue du Commerce                                             | 46° 40′ 31″ nord, 5° 33′ 13″ est | « PA00101905 » | Inscrit               | 1926           | Maison |
| Maison                                         | 27 rue du Commerce                                             | 46° 40′ 31″ nord, 5° 33′ 15″ est | « PA00101906 » | Inscrit               | 1926           | Maison |
| Maison                                         | 28 rue du Commerce                                             | 46° 40′ 31″ nord, 5° 33′ 13″ est | « PA00101907 » | Inscrit               | 1926           | Maison |
| Maison                                         | 29 rue du Commerce                                             | 46° 40′ 31″ nord, 5° 33′ 15″ est | « PA00101908 » | Inscrit               | 1926           | Maison |
| Maison                                         | 30 rue du Commerce                                             | 46° 40′ 30″ nord, 5° 33′ 13″ est | « PA00101909 » | Inscrit               | 1926           | Maison |
| Maison                                         | 31, 33 rue du Commerce                                         | 46° 40′ 31″ nord, 5° 33′ 15″ est | « PA00101910 » | Inscrit               | 1926           | Maison |
| Maison                                         | 32 rue du Commerce 7 rue Tamisier                              | 46° 40′ 30″ nord, 5° 33′ 13″ est | « PA00101911 » | Inscrit Classé        | 1996 2003      | Maison |
| Maison                                         | 34 rue du Commerce                                             | 46° 40′ 30″ nord, 5° 33′ 13″ est | « PA00101912 » | Inscrit               | 1926           | Maison |
| Maison                                         | 35 rue du Commerce                                             | 46° 40′ 30″ nord, 5° 33′ 14″ est | « PA00101913 » | Inscrit               | 1926           | Maison |
| Maison                                         | 36 rue du Commerce                                             | 46° 40′ 30″ nord, 5° 33′ 13″ est | « PA00101914 » | Inscrit               | 1926           | Maison |
| Maison                                         | 37 rue du Commerce                                             | 46° 40′ 30″ nord, 5° 33′ 14″ est | « PA00101915 » | Inscrit               | 1926           | Maison |
| Maison                                         | 38 rue du Commerce                                             | 46° 40′ 29″ nord, 5° 33′ 12″ est | « PA00101916 » | Inscrit               | 1926           | Maison |
| Maison                                         | 39 rue du Commerce                                             | 46° 40′ 30″ nord, 5° 33′ 14″ est | « PA00101917 » | Inscrit               | 1926           | Maison |
| Maison                                         | 40 rue du Commerce                                             | 46° 40′ 29″ nord, 5° 33′ 12″ est | « PA00101918 » | Inscrit               | 1926           | Maison |
| Maison                                         | 41 rue du Commerce                                             | 46° 40′ 30″ nord, 5° 33′ 14″ est | « PA00101919 » | Inscrit               | 1926           | Maison |
| Maison                                         | 42 rue du Commerce                                             | 46° 40′ 29″ nord, 5° 33′ 12″ est | « PA00101920 » | Inscrit               | 1926           | Maison |
| Maison                                         | 43 rue du Commerce                                             | 46° 40′ 29″ nord, 5° 33′ 14″ est | « PA00101921 » | Inscrit               | 1926           | Maison |
| Maison                                         | 44 rue du Commerce                                             | 46° 40′ 29″ nord, 5° 33′ 12″ est | « PA00101922 » | Inscrit               | 1926           | Maison |
| Maison                                         | 45 rue du Commerce                                             | 46° 40′ 29″ nord, 5° 33′ 14″ est | « PA00101923 » | Inscrit               | 1926           | Maison |
| Maison                                         | 46 rue du Commerce                                             | 46° 40′ 28″ nord, 5° 33′ 11″ est | « PA00101924 » | Inscrit               | 1926           | Maison |
| Maison                                         | 47 rue du Commerce                                             | 46° 40′ 29″ nord, 5° 33′ 13″ est | « PA00101925 » | Inscrit               | 1926           | Maison |
| Maison                                         | 48 rue du Commerce                                             | 46° 40′ 28″ nord, 5° 33′ 11″ est | « PA00101926 » | Inscrit               | 1926           | Maison |
| Maison                                         | 49 rue du Commerce                                             | 46° 40′ 29″ nord, 5° 33′ 13″ est | « PA00101927 » | Inscrit               | 1926           | Maison |
| Maison                                         | 50 rue du Commerce                                             | 46° 40′ 28″ nord, 5° 33′ 11″ est | « PA00101928 » | Inscrit               | 1926           | Maison |
| Maison                                         | 50 rue du Commerce 25 rue Tamisier                             | 46° 40′ 28″ nord, 5° 33′ 10″ est | « PA39000012 » | Inscrit               | 1996           | Maison |
| Maison                                         | 51 rue du Commerce                                             | 46° 40′ 28″ nord, 5° 33′ 13″ est | « PA00101929 » | Inscrit               | 1926           | Maison |
| Maison                                         | 52 rue du Commerce                                             | 46° 40′ 28″ nord, 5° 33′ 10″ est | « PA00101930 » | Inscrit               | 1926           | Maison |
| Maison                                         | 53 rue du Commerce                                             | 46° 40′ 28″ nord, 5° 33′ 12″ est | « PA00101931 » | Inscrit               | 1926           | Maison |
| Maison                                         | 54 rue du Commerce                                             | 46° 40′ 28″ nord, 5° 33′ 10″ est | « PA00101932 » | Inscrit               | 1926           | Maison |
| Maison                                         | 55 rue du Commerce                                             | 46° 40′ 28″ nord, 5° 33′ 12″ est | « PA00101933 » | Inscrit               | 1996           | Maison |
| Maison                                         | 56 rue du Commerce                                             | 46° 40′ 27″ nord, 5° 33′ 10″ est | « PA00101934 » | Inscrit               | 1926           | Maison |
| Maison                                         | 57 rue du Commerce                                             | 46° 40′ 28″ nord, 5° 33′ 12″ est | « PA00101935 » | Inscrit               | 1926           | Maison |
| Maison                                         | 58, 60, 62 rue du Commerce                                     | 46° 40′ 27″ nord, 5° 33′ 10″ est | « PA00101936 » | Inscrit               | 1929           | Maison |
| Maison                                         | 59 rue du Commerce                                             | 46° 40′ 27″ nord, 5° 33′ 12″ est | « PA00101937 » | Inscrit               | 1926           | Maison |
| Maison                                         | 61 rue du Commerce                                             | 46° 40′ 27″ nord, 5° 33′ 11″ est | « PA00101938 » | Inscrit               | 1926           | Maison |
| Maison                                         | 63 rue du Commerce                                             | 46° 40′ 27″ nord, 5° 33′ 11″ est | « PA00101939 » | Inscrit               | 1926           | Maison |
| Maison                                         | 65 rue du Commerce                                             | 46° 40′ 27″ nord, 5° 33′ 11″ est | « PA00101940 » | Inscrit               | 1929           | Maison |
| Maison                                         | 67 rue du Commerce                                             | 46° 40′ 27″ nord, 5° 33′ 10″ est | « PA00101941 » | Inscrit               | 1926           | Maison |
| Maison                                         | 69 rue du Commerce                                             | 46° 40′ 27″ nord, 5° 33′ 10″ est | « PA00101942 » | Inscrit               | 1926           | Maison |
| Maison                                         | 22 rue des Cordeliers Rue Traversière                          | 46° 40′ 27″ nord, 5° 33′ 18″ est | « PA00101943 » | Inscrit               | 1946           | Maison |
| Maison                                         | 45 rue Jean-Jaurès                                             | 46° 40′ 24″ nord, 5° 33′ 13″ est | « PA39000009 » | Inscrit               | 1996           | Maison |
| Maison                                         | 6 place Perraud                                                | 46° 40′ 35″ nord, 5° 33′ 13″ est | « PA39000013 » | Inscrit               | 1996           | Maison |
| Maison                                         | 17 rue Saint-Désiré                                            | 46° 40′ 24″ nord, 5° 33′ 06″ est | « PA39000010 » | Inscrit               | 1996           | Maison |
| Maison de Clarisses                            | 3 place Bichat                                                 | 46° 40′ 39″ nord, 5° 33′ 17″ est | « PA39000044 » | Inscrit               | 2000           | Maison de Clarisses |
| Monument funéraire du sculpteur Bourgeois      | 30 rue Robert-Schuman                                          | 46° 40′ 44″ nord, 5° 33′ 34″ est | « PA39000103 » | Inscrit               | 2011           | Monument funéraire du sculpteur Bourgeois |
| Monument funéraire de la famille Daloz         | 30 rue Robert-Schuman (tombe 48, allée 5)                      | 46° 40′ 48″ nord, 5° 33′ 39″ est | « PA39000113 » | Inscrit               | 2013           | Monument funéraire de la famille DalozListe des immeubles protégés au titre des monuments historiques en 2013 (JORF n° 0107 du 8 mai 2014 page 7804) sur Légifrance, consulté le 16 mai 2014. |
| Monument funéraire du vigneron François Dufert | 30 rue Robert-Schuman (tombe 85, allée 12)                     | 46° 40′ 43″ nord, 5° 33′ 39″ est | « PA39000114 » | Inscrit               | 2013           | Monument funéraire du vigneron François Dufert |
| Monument funéraire du chasseur Marin Gousset   | 30 rue Robert-Schuman (tombe 186, allée 2)                     | 46° 40′ 43″ nord, 5° 33′ 38″ est | « PA39000115 » | Inscrit               | 2013           | Monument funéraire du chasseur Marin Gousset |
| Palais de justice                              | 11 rue Pasteur                                                 | 46° 40′ 25″ nord, 5° 33′ 24″ est | « PA39000042 » | Inscrit               | 1999           | Palais de justice |
| Parc Édouard Guénon                            |                                                                | 46° 40′ 19″ nord, 5° 33′ 45″ est | « PA00125405 » | Inscrit               | 1993           | Parc Édouard Guénon |
| Statue du général Lecourbe                     | Place de la République                                         | 46° 40′ 27″ nord, 5° 33′ 07″ est | « PA39000023 » | Inscrit               | 1997           | Statue du général Lecourbe |
| Statue de Rouget de Lisle                      | Place de la Chevalerie Avenue Jean-Moulin Rue de la Chevalerie | 46° 40′ 24″ nord, 5° 33′ 26″ est | « PA00102060 » | Classé                | 1992           | Statue de Rouget de Lisle |
| Théâtre                                        |                                                                | 46° 40′ 25″ nord, 5° 33′ 16″ est | « PA00101944 » | Classé                | 1994           | Théâtre |
| Thermes Lédonia                                | 4 rue Pavigny                                                  | 46° 40′ 19″ nord, 5° 33′ 38″ est | « PA39000043 » | Inscrit               | 1999           | Thermes Lédonia |
| Tour de l'Horloge                              | 10 place de la Liberté                                         | 46° 40′ 27″ nord, 5° 33′ 09″ est | « PA39000040 » | Inscrit               | 1999           | Tour de l'Horloge |
| Tumulus                                        | Chemin de Montciel                                             | 46° 40′ 07″ nord, 5° 31′ 58″ est | « PA00101945 » | Classé                | 1976           | Tumulus |